# In Your Eyes (Niamh Kavanagh-dal)
Az In Your Eyes (magyarul: Szemeidben) című dal volt az 1993-as Eurovíziós Dalfesztivál győztes dala, melyet az ír Niamh Kavanagh adott elő angol nyelven.

## Az Eurovíziós Dalfesztivál
A dal a március 14-én rendezett ír nemzeti döntőn nyerte el az indulás jogát.
A dal egy ballada, melyben az énekesnő szerelmi vallomást tesz, és elmondja hogyan változtatta meg őt ez az érzés.
A május 15-én rendezett döntőben a fellépési sorrendben tizennegyedikként adták elő, a svéd Arvingarna Eloise című dala után, és a luxemburgi Modern Times Donne-Moi Une Chance című dala előtt. A szavazás során száznyolcvanhét pontot szerzett, mely az első helyet érte a huszonöt fős mezőnyben. Ez volt Írország sorozatban második, összesen ötödik győzelme.
A következő ír induló, és egyben a következő győztes Paul Harrington és Charlie McGettigan Rock ’n’ Roll Kids című dala volt az 1994-es Eurovíziós Dalfesztiválon.

### Kapott pontok
| Pontok                                        | 12 | 1 | 5 | 12 | 6 | 6 | 2 | 12 | 3 | 8 | 6 | 10 | 12 |  | 7 | 12 | 3 | 8 | 12 | 10 | 6 | 10 | 7 | 5 | 12 |
| A tábla a szavazás sorrendjében van rendezve. |    |   |   |    |   |   |   |    |   |   |   |    |    |  |   |    |   |   |    |    |   |    |   |   |    |

## Slágerlistás helyezések
| Slágerlisták (1993) | Lh.* |
| ------------------- | ---- |
| Egyesült Királyság  | 24   |
| Hollandia           | 42   |
| Írország            | 1    |

*Lh. = Legjobb helyezés.

## Külső hivatkozások
- Dalszöveg
- YouTube videó: Az In Your Eyes című dal előadása a millstreeti döntőn